# Hamza Shibli
Hamza Shibli (hebreo: חמזה שיבלי; Haifa, Israel, 19 de agosto de 2004) es un futbolista israelí que juega como delantero en el Maccabi Bnei Reineh de la Liga Premier de Israel.

## Estadísticas

### Clubes
Actualizado al último partido disputado el 3 de enero de 2024.
| Club                       | Div.          | Temporada     | Liga  | Liga  | Liga   | Copas nacionales | Copas nacionales | Copas nacionales | Copas internacionales | Copas internacionales | Copas internacionales | Total | Total | Total  |
| Club                       | Div.          | Temporada     | Part. | Goles | Asist. | Part.            | Goles            | Asist.           | Part.                 | Goles                 | Asist.                | Part. | Goles | Asist. |
| -------------------------- | ------------- | ------------- | ----- | ----- | ------ | ---------------- | ---------------- | ---------------- | --------------------- | --------------------- | --------------------- | ----- | ----- | ------ |
| Maccabi Haifa F. C. Israel | 1.ª           | 2023-24       | 6     | 0     | 0      | 1                | 0                | 0                | 4                     | 0                     | 0                     | 11    | 0     | 0      |
| Maccabi Haifa F. C. Israel | Total club    | Total club    | 6     | 0     | 0      | 1                | 0                | 0                | 4                     | 0                     | 0                     | 11    | 0     | 0      |
| Total carrera              | Total carrera | Total carrera | 6     | 0     | 0      | 1                | 0                | 0                | 4                     | 0                     | 0                     | 11    | 0     | 0      |

## Palmarés

### Títulos nacionales
| Título              | Club                | País   | Año  |
| ------------------- | ------------------- | ------ | ---- |
| Supercopa de Israel | Maccabi Haifa F. C. | Israel | 2023 |